# Antígua e Barbuda nos Jogos Olímpicos de Verão de 2000
Antígua e Barbuda participou dos Jogos Olímpicos de Verão de 2000 em Sydney, Austrália.
O país participou com dois atletas (Heather Samuel e N'Kosie Barnes) e o velejador James Karl, sem ganhar medalha.